# Scott Skiles
Scott Allen Skiles (ur. 5 marca 1964 w La Porte) – amerykański koszykarz, występujący na pozycji rozgrywającego, po zakońćzeniu kariery zawodniczej trener koszykarski. Laureat nagrody dla zawodnika, który poczynił największy postęp.
30 grudnia 1990 Skiles ustanowił rekord NBA, zdobywając w trakcie jednego spotkania 30 asyst. Miało to miejsce podczas zwycięskiej konfrontacji Orlando Magic z Denver Nuggets (155-116), w trakcie której zanotował też 22 punkty i 6 zbiórek. Poprawił tym samym poprzedni rekord (29 asyst), należący od 1978u do Kevina Portera, ówczesnego zawodnika New Jersey Nets. W trakcie tego spotkania padł również nowy rekord klubu z Orlando, w łącznej liczbie asyst zaliczonych w trakcie pojedynczego meczu oraz jednej połowy spotkania (16).
Pod koniec maja 2015 objął stanowisko głównego trenera w zespole Orlando Magic, gdzie zastąpił Jamesa Borrego.

## Osiągnięcia

### NCAA
- Uczestnik rozgrywek:
  - Sweet Sixteen turnieju NCAA (1986)
  - turnieju NCAA (1985, 1986)
- Zawodnik Roku:
  - NCAA według Basketball Times (1986)
  - konferencji Big Ten (1986)[3]
- Wybrany do:
  - II składu All-American (1986)[4]
  - Galerii Sław Sportu uczelni Michigan State (2007)[5]
  - Koszykarskiej Galerii Sław stanu Indiana (2009)[3]
- Drużyna Michigan State Spartans zastrzegła należący do niego numer 4

### NBA
- Zdobywca nagrody dla zawodnika, który poczynił największy postęp - NBA Most Improved Player Award (1991)[6]

### PAOK Saloniki
- Brązowy medalista mistrzostw Grecji (1997)
- Uczestnik rozgrywek Pucharu Koracia (1996/97)

### Reprezentacja
- Mistrz świata U-19 (1983)[7]